# Ernst Laqueur
Ernst Laqueur (Oborniki Śląskie, 7 augustus 1880 – Oberwald, 19 augustus 1947) was een Duits-Nederlandse arts-chemicus, fysioloog, farmacoloog en endocrinoloog. Hij was hoogleraar farmacologie aan de Universiteit Gent – tijdens de Duitse bezetting in de Eerste Wereldoorlog in België – en hoogleraar farmacologie (1920-1940) aan de Universiteit van Amsterdam. Hij was rector magnificus aan de Universiteit van Amsterdam (1936-1937).
Laqueur legde de verbinding tussen universitair onderzoek en industriële toepassing, in een tijd waarin dit niet evident was in de geneeskunde. Hij isoleerde voor het eerst het mannelijk hormoon testosteron, dat hij zo benoemde, in samenwerking met de firma Organon in Oss; om deze reden is hij een van de grondleggers van de endocrinologie.

## Levensloop

### Duitsland
Laqueur groeide op in Oborniki Śląskie, een dorp in Silezië, Polen, dat destijds in Pruisen lag met de Duitse naam Obernigk. Hij kwam uit een Joods gezin. In de nabije stad Breslau, later in het Pools genoemd Wrocław, voltooide hij het voortgezet onderwijs aan het Maria-Magdalenen-Gymnasium (1898). Nog in Breslau studeerde hij geneeskunde en chemie. Hij beëindigde deze studies aan de universiteit van Heidelberg (1904). Als jonge arts werkte hij als onderzoeksassistent fysiologie in Breslau en nadien fysiologie en farmacologie in Heidelberg. In Heidelberg werkte hij onbezoldigd bij professor Albrecht Kossel, fysioloog en later Nobelprijswinnaar geneeskunde. In 1905 behaalde hij een doctoraat in de geneeskunde in Breslau met een studie over caseïne. 
Van 1906 tot 1907 was Laqueur assistent fysiologie aan de Albertina-universiteit in Königsberg, Oost-Pruisen, dat later het Russische Kaliningrad werd. Hij behaalde er een aggregaat voor hoger onderwijs in de fysiologie.
Van 1907 tot 1911 werkte hij aan de Maarten Luther-Universiteit in Halle. Aanvankelijk was zijn onderzoeksdomein de anatomie doch hij mocht zijn onderzoekswerk oriënteren naar hormonen en eiwitten. Omwille van een dispuut met de leidinggevende fysioloog Emil Abderhalden trok hij weg uit Halle.

### Nederland
Laqueur trok naar Nederland, naar de Rijksuniversiteit Groningen. Hij trad in dienst als assistent bij de hoogleraar fysiologie Hartog Jacob Hamburger. Hij ontving een benoeming als lector in de biologie (1914) doch omwille van het uitbreken van de Eerste Wereldoorlog – Laqueur was op dat moment op reis in Duitsland – meldde hij zich als vrijwilliger aan bij het Duitse leger. 

### Duitsland
Als militair arts werd hij ingezet in een regiment veldartillerie in Wolfenbüttel. In 1916 verkreeg hij in Berlijn het docentschap chemie aan de Heeresgasschule; dit was een onderdeel van de militaire academie voor artsen in het Duitse leger, genoemd Kaiser-Wilhelms-Akademie für das militärärztliche Bildungswesen. Hij onderzocht de oorlogsgassen die de Duitsers aan het front inzetten, alsook de behandeling van gifgas. 

### België bezet door Duitsland
In 1917 stuurde het leger Laqueur naar Gent, in het bezette België. Naast een job in het veldhospitaal werd hij benoemd tot hoogleraar Farmacologie en Fysiologie aan de Rijksuniversiteit Gent. Deze Franstalige universiteit bestond als zodanig niet meer tijdens de oorlog maar was door Duitsers en Vlaamse activisten heropgericht onder de naam Vlaamsche Hoogeschool.

### Duitsland
In 1918, toen de Duitse troepen zich terugtrokken uit België, liep Laqueur tyfus op. Op aandringen van zijn vrouw werd hij met een militaire trein weggevoerd naar Duitsland. Hij herstelde in het huis van zijn schoonouders in Brieg (1918-1919), het latere Poolse Brzeg. Een rechtbank in België veroordeelde Laqueur tot vijftien jaar dwangarbeid wegens hoogverraad aan de Belgische Staat (1920).

### Nederland

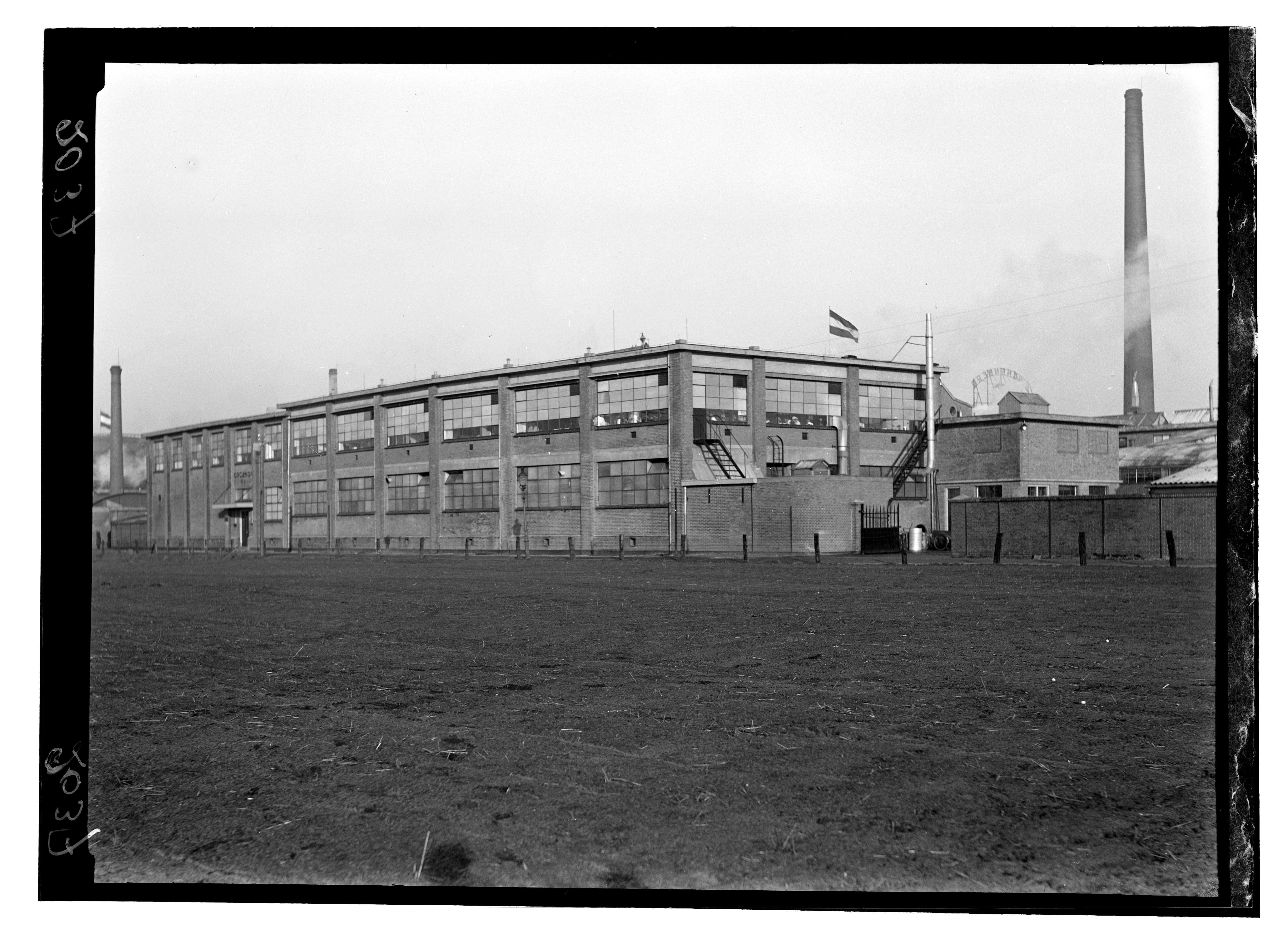
Farmaceutische onderneming Organon in Oss, foto uit 1934

Structuurformule van testosteron

De Universiteit van Amsterdam benoemde Laqueur tot hoogleraar Farmacologie in 1920. Hij volgde in deze leerstoel professor Isidore Snapper op. Aanvankelijk had hij vage plannen over kankeronderzoek. Dit veranderde met de ontdekking van insuline door de Canadezen Banting en Best bij het varken (1922). Dit was een doorbraak in het onderzoek van diabetes. Laqueur wierp zich op het onderzoek van hormonen en de productie ervan voor menselijk gebruik. Zijn laboratorium farmacologie aan de Polderweg in Amsterdam-Oost werd de productiesite. Al snel werkte hij nauw samen met de slachterij Zwanenberg, die de isolering van eiwitten uit slachtafval industrieel wenste uit te bouwen voor geneeskundig gebruik. Laqueur werd een van de directieleden van het nieuw opgerichte Organon (1923), naast Saal van Zwanenberg (Salomon van Zwanenberg) en Jacques van Oss. De firma was de eerste in Europa die varkensinsuline produceerde voor menselijk gebruik. Laqueur was een van de eersten die het vrouwelijk hormoon oestrogeen ontdekte (1925/1926); Adolf Butenandt, een Duitser, vond later de structuur ervan (1929). Dit gebeurde vooral door isolatie uit urine van paarden en van zwangere vrouwen. Laqueur noemde oestrogeen ‘menformon’. Voor de ontwikkeling van de contraceptieve pil had hij de plannen klaar. Hij deed dit evenwel niet omdat hij en anderen bij Organon vonden dat Nederland niet klaar was voor de contraceptieve pil.
In 1928 werd Laqueur lid van de Leopoldina ofwel Deutsche Akademie der Wissenschaften Leopoldina in Halle. Hij gaf lezingen aan Europese universiteiten. Tevens zette hij zich in voor steuncomités voor Joodse vluchtelingen die Nazi-Duitsland ontvluchtten. 
Zijn relatie met een farmaceutische onderneming riep vragen op in de gemeenteraad van Amsterdam en bij de curatoren van de universiteit. Met name kwamen er vragen of studenten in het laboratorium farmacologie voor de industrie werkten dan wel er academisch onderwijs kregen. Laqueur gaf aan elk zijn repliek. Bij Organon was Laqueur verantwoordelijk voor de zuiverheid van het geproduceerde geneesmiddel en voor de klinische toepassingen. Zijn laboratorium aan de universiteit kreeg financiering van Organon voor materiaal.
In 1932 werd Laqueur Nederlands staatsburger.
In 1935 isoleerde Laqueur als eerste testosteron uit de testikels van stieren. De moleculaire structuur werd ontrafeld. Hij gaf de naam ‘testosterone’ en begon met de scheikundige productie los van testikelweefsel (1936). In 1936-1937 was hij rector magnificus.
Met de Duitse bezetting van Nederland moest Laqueur zijn academisch werk als Jood stoppen (1940). Nochtans ontving hij dat jaar de Amory Prize van de American Academy of Arts and Sciences voor zijn wetenschappelijke doorbraak in fertiliteitsgeneeskunde. Een jaar later werd hij ontslagen aan de Universiteit van Amsterdam (1941). Omdat hij Jood was, mocht hij de universiteitsgebouwen niet meer betreden. Hij moest ook zijn aandelen in Organon verkopen, ten belope van 15% van het totaal der aandelen.

### Duitsland
Het naziregime liet hem in 1944 arresteren. Laqueur werd naar Bergen-Belsen afgevoerd. Hij overleefde het verblijf in dit vernietigingskamp omwille van de bevrijding door de Britten (1945).

### Nederland
Zijn carrière in Nederland liep niet vlot na de oorlog. In Organon liep het stroef om terug te keren naar de productie, onderzoekslijnen en management. Saal van Zwanenberg was van mening dat Laqueur zou emigreren naar de Verenigde Staten. Buitenlandse professoren nodigden Laqueur daarentegen uit om lezingen te houden. In 1946 ontving hij de Berzelius Medaille van de Zweedse Academie voor zijn wetenschappelijk oeuvre. Hij deed een rondreis door Noord- en Zuid-Amerika (1946). Hij hield aan de universiteit van Los Angeles de prestigieuze Harvey Lecture (1946). In Buenos Aires diende hij een zware operatie te ondergaan, zodat hij daar maanden verbleef (1946).
Tijdens een vakantie in Zwitserland overleed Laqueur (1947); hij stierf ten gevolge van een hartaanval terwijl hij mensen hielp bij een verkeersongeluk in Oberwald in kanton Wallis. Zijn weduwe overleed in Amsterdam in 1959.

## Gezin
Laqueur huwde in 1905 met zijn nicht Margarethe Löwenthal (1883-1959), afkomstig uit Brieg, later in het Pools Brzeg genoemd. Hun vijf kinderen hadden verschillende geboorteplaatsen omwille van de vele verhuizen.
- 1906 Gerda, geboren in Heidelberg. Datzelfde jaar lieten Laqueur en zijn vrouw, beiden Joods, zich dopen in de Evangelische Kerk in Duitsland. Ze deden dit verder voor al hun kinderen.
- 1909 Peter, geboren in Königsberg, het latere Russische Kaliningrad
- 1914 Hein, geboren in Braunschweig
- 1919 Renate, geboren in Brieg
- 1922 Lilo, geboren in Amsterdam